# Politique dans l'Ariège
Le département a été formé en 1790 de l'addition de l'ancien comté de Foix (406 455 hectares) et de presque l'entièreté du Couserans (162 509 hectares). Au total, la superficie du département ariégeois est de 489 387 hectares, constituant de la région Midi-Pyrénées puis, à partir de 2014, de l'Occitanie. Il est frontalier au sud par les cimes pyrénéennes de la principauté d'Andorre, de la Catalogne (Espagne) et des Pyrénées-Orientales. La Haute-Garonne l'enveloppe à l'ouest et au nord et l’Aude le borde largement à l'est. C'est un département peu peuplé de piémont et de haute montagne avec des implantations industrielles anciennes qui ont beaucoup déclinés (textile, sidérurgie, papeterie), politiquement très ancré à gauche depuis la fin du XIXe siècle. Les principales villes sont Pamiers, Foix la préfecture, Saint-Girons et Lavelanet.

## Représentation politique

### Élections présidentielles

#### Élections de 2022
Lors des élections présidentielles de 2022, on observe le même trio de tête qu'en 2017 à savoir Jean-Luc Mélenchon, Marine Le Pen et Emmanuel Macron. Le leader de La France insoumise perd néanmoins environ 1 000 voix tandis que le Président sortant en perd approximativement 1 500. Seule Marine Le Pen progresse dans ce trio de tête en gagnant un peu plus de 1 700 voix sur l'ensemble du département. Les candidats du parti socialiste et des républicains ne parviennent pas à franchir la barre des 5%.
Le second tour est nettement plus disputé que lors de l'élection précédente. En effet, c'est à nouveau Emmanuel Macron qui l'emporte mais avec seulement un peu plus de 1 600 voix d'avance sur Marine Le Pen (51,09% contre 48,91%).
| Candidats                | Candidats                | Partis                   | Premier tour | Premier tour | Second tour | Second tour |
| Candidats                | Candidats                | Partis                   | Voix         | %            | Voix        | %           |
| ------------------------ | ------------------------ | ------------------------ | ------------ | ------------ | ----------- | ----------- |
|                          | Jean-Luc Mélenchon       | LFI                      | 23 908       | 26,07        |             |             |
|                          | Marine Le Pen            | RN                       | 21 958       | 23,94        | 37 616      | 48,91       |
|                          | Emmanuel Macron          | LREM                     | 18 071       | 19,71        | 39 298      | 51,09       |
|                          | Jean Lassalle            | RES                      | 7 532        | 8,21         |             |             |
|                          | Éric Zemmour             | REC                      | 5 821        | 6,35         |             |             |
|                          | Anne Hidalgo             | PS                       | 3 208        | 3,50         |             |             |
|                          | Yannick Jadot            | EELV                     | 3 020        | 3,29         |             |             |
|                          | Valérie Pécresse         | LR                       | 2 724        | 2,97         |             |             |
|                          | Fabien Roussel           | PCF                      | 2 701        | 2,95         |             |             |
|                          | Nicolas Dupont-Aignan    | DLF                      | 1 621        | 1,77         |             |             |
|                          | Philippe Poutou          | NPA                      | 723          | 0,79         |             |             |
|                          | Nathalie Arthaud         | LO                       | 417          | 0,45         |             |             |
|                          |                          |                          |              |              |             |             |
| Votes valides            | Votes valides            | Votes valides            | 91 704       | 97,55        | 76 914      | 86,13       |
| Votes blancs             | Votes blancs             | Votes blancs             | 1 532        | 1,63         | 8 637       | 9,67        |
| Votes nuls               | Votes nuls               | Votes nuls               | 775          | 0,82         | 3 745       | 4,19        |
| Total                    | Total                    | Total                    | 94 009       | 100          | 89 296      | 100         |
| Abstention               | Abstention               | Abstention               | 25 028       | 21,03        | 29 751      | 24,99       |
| Inscrits / participation | Inscrits / participation | Inscrits / participation | 119 039      | 78,97        | 119 047     | 75,01       |

#### Élections de 2017
Les élections présidentielles de 2017 marquent le déclin du parti socialiste. En effet, ce dernier perd un peu plus de 25 600 voix par rapport à 2012. Cela profite à Jean-Luc Mélenchon qui en profite pour être en tête sur l'ensemble du département avec près de 25 000 suffrages en sa faveur. Les Républicains quant à eux perdent un peu plus de 6 000 voix en 5 ans. Marine Le Pen engrange 4 000 voix supplémentaires par rapport à 2012. Enfin, le parti d'Emmanuel Macron se place en 3e position dans le département lors du premier tour de ces élections.
Emmanuel Macron remporte le second tour contre Marine Le Pen avec 63,09% des voix contre 36,91% pour sa rivale frontiste.
| Candidats                | Candidats                | Partis                   | Premier tour | Premier tour | Second tour | Second tour |
| Candidats                | Candidats                | Partis                   | Voix         | %            | Voix        | %           |
| ------------------------ | ------------------------ | ------------------------ | ------------ | ------------ | ----------- | ----------- |
|                          | Jean-Luc Mélenchon       | LFI                      | 24 970       | 26,76        |             |             |
|                          | Marine Le Pen            | RN                       | 20 247       | 21,70        | 28 074      | 36,91       |
|                          | Emmanuel Macron          | LREM                     | 19 523       | 20,92        | 47 983      | 63,09       |
|                          | François Fillon          | LR                       | 11 892       | 12,75        |             |             |
|                          | Benoît Hamon             | PS                       | 7 326        | 7,85         |             |             |
|                          | Nicolas Dupont-Aignan    | DLF                      | 3 369        | 3,61         |             |             |
|                          | Jean Lassalle            | RES                      | 3 304        | 3,54         |             |             |
|                          | Philippe Poutou          | NPA                      | 1 180        | 1,26         |             |             |
|                          | François Asselineau      | UPR                      | 799          | 0,86         |             |             |
|                          | Nathalie Arthaud         | LO                       | 556          | 0,60         |             |             |
|                          | Jacques Cheminade        | SP                       | 140          | 0,15         |             |             |
|                          |                          |                          |              |              |             |             |
| Votes valides            | Votes valides            | Votes valides            | 93 306       | 97,18        | 76 057      | 83,85       |
| Votes blancs             | Votes blancs             | Votes blancs             | 1 727        | 1,80         | 10 133      | 11,17       |
| Votes nuls               | Votes nuls               | Votes nuls               | 984          | 1,02         | 4 518       | 4,98        |
| Total                    | Total                    | Total                    | 96 017       | 100          | 90 708      | 100         |
| Abstention               | Abstention               | Abstention               | 21 392       | 18,22        | 26 698      | 22,74       |
| Inscrits / participation | Inscrits / participation | Inscrits / participation | 117 409      | 81,78        | 117 406     | 77,26       |

#### Élections de 2024

Circonscriptions et affiliations à l'issue des élections de 2024.

#### Élections de 2012
Les élections présidentielles de 2012 en Ariège voient arriver François Hollande largement en tête avec plus de 34% des suffrages exprimés. En seconde position, on retrouve le Président sortant, Nicolas Sarkozy suivi de Jean-Luc Mélenchon et de Marine Le Pen juste derrière. Au second tour, le candidat du PS devance largement son adversaire de l'UMP de plus de 27 000 voix.
| Candidats      | Candidats             | Partis         | Premier tour | Premier tour | Second tour | Second tour |  |
| Candidats      | Candidats             | Partis         | Voix         | %            | Voix        | %           |  |
| -------------- | --------------------- | -------------- | ------------ | ------------ | ----------- | ----------- |  |
|                | François Hollande     | PS             | 33 003       | 34,36        | 59 466      | 64,69       |  |
|                | Nicolas Sarkozy       | UMP            | 17 979       | 18,72        | 32 452      | 35,31       |  |
|                | Jean-Luc Mélenchon    | FG             | 16 197       | 16,86        |             |             |  |
|                | Marine Le Pen         | FN             | 16 125       | 16,79        |             |             |  |
|                | François Bayrou       | Modem          | 6 411        | 6,67         |             |             |  |
|                | Éva Joly              | EELV           | 2 742        | 2,85         |             |             |  |
|                | Nicolas Dupont-Aignan | DLR            | 1 446        | 1,51         |             |             |  |
|                | Philippe Poutou       | NPA            | 1 396        | 1,45         |             |             |  |
|                | Nathalie Arthaud      | LO             | 528          | 0,55         |             |             |  |
|                | Jacques Cheminade     | SP             | 221          | 0,23         |             |             |  |
|                |                       |                |              |              |             |             |  |
| Inscrits       | Inscrits              | Inscrits       | 116 370      | 100,00       | 116 357     | 100,00      |  |
| Abstentions    | Abstentions           | Abstentions    | 18 502       | 15,90        | 18 024      | 15,49       |  |
| Votants        | Votants               | Votants        | 97 868       | 84,10        | 98 333      | 84,51       |  |
| Blancs et nuls | Blancs et nuls        | Blancs et nuls | 1 820        | 1,86         | 6 415       | 6,52        |  |
| Exprimés       | Exprimés              | Exprimés       | 96 048       | 98,14        | 91 918      | 93,48       |  |

### Élections législatives
|      |      |      |      |      |      |      |      |      | 1re                                                | 1re                                                | 2e                                                 | 2e                                                 |
| ---- | ---- | ---- | ---- | ---- | ---- | ---- | ---- | ---- | -------------------------------------------------- | -------------------------------------------------- | -------------------------------------------------- | -------------------------------------------------- |
| 2024 | 2024 | 2024 | 2024 | 2024 | 2024 | 2024 | 2024 | 2024 |                                                    | Martine Froger                                     |                                                    | Laurent Panifous                                   |
| 2022 | 2022 | 2022 | 2022 | 2022 | 2022 | 2022 | 2022 | 2022 |                                                    | Bénédicte Taurine                                  |                                                    | Laurent Panifous                                   |
| 2017 | 2017 | 2017 | 2017 | 2017 | 2017 | 2017 | 2017 | 2017 |                                                    | Bénédicte Taurine                                  |                                                    | Michel Larive                                      |
| 2012 | 2012 | 2012 | 2012 | 2012 | 2012 | 2012 | 2012 | 2012 |                                                    | Frédérique Massat                                  |                                                    | Alain Fauré                                        |
| 2007 | 2007 | 2007 | 2007 | 2007 | 2007 | 2007 | 2007 | 2007 |                                                    | Frédérique Massat                                  |                                                    | Henri Nayrou                                       |
| 2002 | 2002 | 2002 | 2002 | 2002 | 2002 | 2002 | 2002 | 2002 |                                                    | Augustin Bonrepaux                                 |                                                    | Henri Nayrou                                       |
| 1997 | 1997 | 1997 | 1997 | 1997 | 1997 | 1997 | 1997 | 1997 |                                                    | Augustin Bonrepaux                                 |                                                    | Henri Nayrou                                       |
| 1993 | 1993 | 1993 | 1993 | 1993 | 1993 | 1993 | 1993 | 1993 |                                                    | Augustin Bonrepaux                                 |                                                    | André Trigano                                      |
| 1988 | 1988 | 1988 | 1988 | 1988 | 1988 | 1988 | 1988 | 1988 |                                                    | Augustin Bonrepaux                                 |                                                    | René Massat                                        |
| 1986 | 1986 | 1986 | 1986 | 1986 | 1986 | 1986 | 1986 | 1986 | Scrutin proportionnel plurinominal par département | Scrutin proportionnel plurinominal par département | Scrutin proportionnel plurinominal par département | Scrutin proportionnel plurinominal par département |
| 1981 | 1981 | 1981 | 1981 | 1981 | 1981 | 1981 | 1981 | 1981 |                                                    | Augustin Bonrepaux                                 |                                                    | Jean Ibanès                                        |
| 1978 | 1978 | 1978 | 1978 | 1978 | 1978 | 1978 | 1978 | 1978 |                                                    | Gilbert Faure                                      |                                                    | André Saint-Paul                                   |
| 1973 | 1973 | 1973 | 1973 | 1973 | 1973 | 1973 | 1973 | 1973 |                                                    | Gilbert Faure                                      |                                                    | André Saint-Paul                                   |
| 1968 | 1968 | 1968 | 1968 | 1968 | 1968 | 1968 | 1968 | 1968 |                                                    | Gilbert Faure                                      |                                                    | André Saint-Paul                                   |
| 1967 | 1967 | 1967 | 1967 | 1967 | 1967 | 1967 | 1967 | 1967 |                                                    | Gilbert Faure                                      |                                                    | René Dejean                                        |
| 1962 | 1962 | 1962 | 1962 | 1962 | 1962 | 1962 | 1962 | 1962 |                                                    | Gilbert Faure                                      |                                                    | René Dejean                                        |
| 1958 | 1958 | 1958 | 1958 | 1958 | 1958 | 1958 | 1958 | 1958 |                                                    | Jean Durroux                                       |                                                    | René Dejean                                        |

#### Élections de 2022

Circonscriptions et affiliations à l'issue des élections de 2022.

Circonscriptions et affiliations à l'issue des élections de 2012.

Les élections législatives françaises de 2022 sont marquées par la création de la NUPES, une coalition des principaux partis de gauche. Cette coalition a pour objectif de limiter la multiplication des candidatures de gauche dans l'ensemble des circonscriptions françaises afin de gagner un maximum de sièges à l'Assemblée nationale. Cependant, cette coalition n'est pas respectée partout, notamment en Ariège. En effet, les députés sortants de la France insoumise doivent faire face à deux candidats soutenus par le Parti socialiste ariègeois. À l'issue de ces élections législatives, la première circonscription est conservée par les insoumis tandis que la deuxième circonscription est remportée par le dissident Laurent Panifous.
| Circonscription | Député sortant    | Parti | Parti | Groupe | Député élu ou réélu | Parti | Parti    | Groupe |
| --------------- | ----------------- | ----- | ----- | ------ | ------------------- | ----- | -------- | ------ |
| 1re             | Bénédicte Taurine |       | LFI   | LFI    | Bénédicte Taurine   |       | LFI      | LFI    |
| 2e              | Michel Larive     |       | LFI   | LFI    | Laurent Panifous    |       | PS diss. | NI     |

Cependant, à la suite d'un recours du candidat du Rassemblement national de la première circonscription, Jean-Marc Garnier, l'élection est annulée en janvier 2023 par le Conseil constitutionnel. Cette décision s'explique par une erreur d'aiguillage des bulletins lors du premier tour ayant entraîné une inversion des bulletins avec une autre circonscription et du faible écart de voix entre les candidats Rassemblement national et Renaissance,.
À la suite de l'élection législative partielle de 2023 dans la première circonscription, la députée insoumise sortante Bénédicte Taurine est battue par la dissidente du Parti socialiste, Martine Froger, laquelle adhère au Groupe Libertés, indépendants, outre-mer et territoires en mai 2023.
| Circonscription | Député sortant    | Parti | Parti | Groupe | Député élu ou réélu | Parti | Parti    | Groupe |
| --------------- | ----------------- | ----- | ----- | ------ | ------------------- | ----- | -------- | ------ |
| 1re             | Bénédicte Taurine |       | LFI   | LFI    | Martine Froger      |       | PS diss. | LIOT   |

#### Élections de 2017

Circonscriptions et affiliations à l'issue des élections de 2017.

Lors des élections législatives de 2017, on assiste à l'effondrement du Parti socialiste résultant de son échec à la présidentielle de la même année. Le PS perd ses deux sièges de députés au profit de la France insoumise portée par la première place départementale de Jean-Luc Mélenchon quelques semaines auparavant. Malgré l'élection d'Emmanuel Macron à l'Élysée, les candidats du nouveau parti présidentiel, échouent de peu à reprendre les deux circonscriptions à la gauche.
| Circonscription                                 | Député sortant     | Parti | Parti | Député élu ou réélu | Parti | Parti |
| ----------------------------------------------- | ------------------ | ----- | ----- | ------------------- | ----- | ----- |
| 1re                                             | Frédérique Massat* |       | PS    | Bénédicte Taurine   |       | LFI   |
| 2e                                              | Alain Fauré        |       | PS    | Michel Larive       |       | LFI   |
| * député sortant ne se représentant pas en 2017 |                    |       |       |                     |       |       |

#### Élections de 2012
Les élections législatives de 2012 dans l'Ariège sont les premières après le redécoupage des circonscriptions législatives françaises de 2010. Dans le cas de l'Ariège, le redécoupage n'a strictement rien changé aux périmètres des deux circonscriptions. Lors de ces élections, le Parti socialiste effectue le grand chelem en remportant les deux circonscriptions comme depuis de nombreuses années dans ce territoire largement marqué à gauche. La première circonscription est même remportée dès le 1er tour par Frédérique Massat.
|   | Circonscription | Député sortant    |  | Parti | Député élu ou réélu |  | Parti |
| - | --------------- | ----------------- |  | ----- | ------------------- |  | ----- |
| = | 1re             | Frédérique Massat |  | PS    | Frédérique Massat   |  | PS    |
| = | 2e              | Henri Nayrou      |  | PS    | Alain Fauré         |  | PS    |

### Élections européennes
- Élections européennes de 2024 :

| - Liste Bardella (RN-LAF) - Liste Glucksmann (PS-PP) - Liste Hayer (ENS-UDI) - Liste Aubry (LFI) - Liste Lasssalle (Résistons) - Liste Toussaint (EELV-R&PS) - Liste Bellamy (LR-LC) | |         |        |
| Liste Étiquette politique (partis et alliances) | Liste Étiquette politique (partis et alliances) | Voix    | %      |
| | La France revient ! Avec Jordan Bardella et Marine Le Pen Rassemblement national et L'Avenir français | 21 781  | 32,52  |
| | Réveiller l'Europe Parti socialiste et Place publique | 11 668  | 17,42  |
| | Besoin d'Europe Ensemble et Union des démocrates et indépendants | 6 481   | 9,68   |
| | La France insoumise - Union populaire La France insoumise, Parti ouvrier indépendant, Révolution écologique pour le vivant, Péyi-A, Pour La Réunion et Gauche écosocialiste                                        | 6 428   | 9,60   |
| | Alliance rurale Résistons | 4 639   | 6,93   |
| | Europe Écologie Les Écologistes – EELV et Alternative alsacienne | 3 678   | 5,49   |
| | La France fière, menée par Marion Maréchal et soutenue par Éric Zemmour Reconquête et Mouvement conservateur | 3 091   | 4,61   |
| | La droite pour faire entendre la voix de la France en Europe Les Républicains et Les Centristes | 2 201   | 3,29   |
| | Gauche unie pour le monde du travail soutenue par Fabien Roussel Parti communiste français, Fédération de la gauche républicaine, Parti communiste réunionnais, Parti communiste martiniquais et Humains et dignes | 2 068   | 3,09   |
| | Parti animaliste - Les animaux comptent, votre voix aussi Parti animaliste | 1 241   | 1,85   |
| | Liste Asselineau-Frexit, pour le pouvoir d'achat et pour la paix Union populaire républicaine | 889     | 1,33   |
| | L'Europe ça suffit ! Les Patriotes et Via, la voie du peuple | 760     | 1,13   |
| | Écologie au centre , Égalité Europe Écologie, Régions unies d'Europe, Génération animal, Jeunes Ecqo et La France autrement                                                                                        | 638     | 0,95   |
| | Lutte ouvrière - Le camp des travailleurs Lutte ouvrière et Combat ouvrier | 361     | 0,54   |
| | Écologie positive et territoires Écologie positive, Cap21, France Écologie, Le Trèfle - Les nouveaux écologistes, Les Universalistes, 100 % citoyens, Le Mouvement pour les animaux et Parti nationaliste basque   | 235     | 0,35   |
| | Pour un monde sans frontières ni patrons, urgence révolution ! Nouveau Parti anticapitaliste – Révolutionnaires | 201     | 0,30   |
| | Europe Territoires Écologie Parti radical de gauche, Régions et peuples solidaires, Volt France, Mouvement des progressistes, Mouvement des citoyens et Collectif des sociaux-démocrates réformateurs              | 200     | 0,30   |
| | Équinoxe : écologie pratique et renouveau démocratique Équinoxe | 189     | 0,28   |
| | Nous le peuple République souveraine et L'Appel au peuple | 47      | 0,07   |
| | Espéranto langue commune Europe Démocratie Espéranto | 32      | 0,05   |
| | France libre Extrême droite | 31      | 0,05   |
| | Parti pirate | 27      | 0,04   |
| | Paix et Décroissance Écologiste, Objecteurs de croissance, Brouette et Décroissance Élections | 21      | 0,03   |
| | Free Palestine Union des démocrates musulmans français | 16      | 0,02   |
| | Changer l'Europe Nouvelle Donne et Allons enfants | 9       | 0,01   |
| | La ruche citoyenne La Ruche citoyenne | 9       | 0,01   |
| | PACE - Parti des citoyens européens, pour l'armée européenne, pour l'Europe sociale, pour la planète ! Parti des citoyens européens et La France a des Elles                                                       | 8       | 0,01   |
| | Défendre les enfants Droits du parent et de l'enfant | 6       | 0,01   |
| | Démocratie représentative | 5       | 0,01   |
| | Forteresse Europe - Liste d'unité nationaliste Les Nationalistes | 5       | 0,01   |
| | « Pour le pain, la paix, la liberté ! » présentée par le Parti des travailleurs Parti des travailleurs | 5       | 0,01   |
| | Pour une démocratie réelle : décidons nous-mêmes ! Décidons nous-mêmes ! | 4       | 0,01   |
| | Non ! Prenons-nous en mains Rester libre | 3       | 0,00   |
| | Pour une autre Europe Fédération citoyenne | 3       | 0,00   |
| | Liberté démocratique française et Nouvelle émergence patriotique | 3       | 0,00   |
| | Non à l'UE et à l'OTAN, communistes pour la paix et le progrès social Association nationale des communistes | 2       | 0,00   |
| | Parti révolutionnaire Communistes | 1       | 0,00   |
| | Pour une humanité souveraine Changement citoyen | 0       | 0,00   |
| | |         |        |
| Inscrits | Inscrits | 120 494 | 100,00 |
| Abstentions | Abstentions | 50 815  | 42,17  |
| Votants | Votants | 69 679  | 57,83  |
| Blancs | Blancs | 1 087   | 1,56   |
| Nuls | Nuls | 1 606   | 2,30   |
| Exprimés | Exprimés | 66 986  | 96,14  |
| Source : Ministère de l'Intérieur - Ariège | |         |        |

- Élections européennes de 2019 :

| - Liste Bardella (RN) - Liste Loiseau (LREM, Maj.prés.) - Liste Jadot (EELV-R&PS) - Liste Glucksmann (PS-PP) | |         |        |
| Liste Étiquette politique (partis et alliances)                                                              | Liste Étiquette politique (partis et alliances) | Voix    | %      |
| | Prenez le pouvoir, liste soutenue par Marine Le Pen Rassemblement national | 15 567  | 24,71  |
| | Renaissance soutenue par La République en marche, le MoDem et ses partenaires La République en marche, Mouvement démocrate, Agir, Mouvement radical, Union des démocrates et des écologistes et Alliance centriste | 10 529  | 16,72  |
| | Europe Écologie Europe Écologie Les Verts, Alliance écologiste indépendante et Régions et peuples solidaires | 7 791   | 12,37  |
| | La France insoumise La France insoumise, Parti de gauche, Gauche républicaine et socialiste et Mouvement républicain et citoyen                                                                                    | 6 772   | 10,75  |
| | Envie d'Europe écologique et sociale Parti socialiste, Place publique, Nouvelle Donne et Parti radical de gauche                                                                                                   | 6 141   | 9,75   |
| | Union de la droite et du centre Les Républicains, Les Centristes et Chasse, pêche, nature et traditions | 3 273   | 5,2    |
| | Liste citoyenne du Printemps européen avec Benoît Hamon soutenue par Génération.s et DéME-DiEM25 Génération.s | 2 707   | 4,3    |
| | Pour l'Europe des gens, contre l'Europe de l'argent Parti communiste français et République et socialisme | 2 156   | 3,42   |
| | Le courage de défendre les Français avec Nicolas Dupont-Aignan. Debout la France ! – CNIP Debout la France et Centre national des indépendants et paysans                                                          | 1 877   | 2,98   |
| | Parti animaliste Parti animaliste | 1 301   | 2,07   |
| | Urgence écologie Génération écologie, Mouvement écologiste indépendant, Mouvement des progressistes et Union des démocrates et des écologistes                                                                     | 1 054   | 1,67   |
| | Les Européens Union des démocrates et indépendants, Force européenne démocrate et La Gauche moderne | 972     | 1,54   |
| | Ensemble pour le Frexit Union populaire républicaine | 854     | 1,36   |
| | Ensemble Patriotes et Gilets jaunes : pour la France, sortons de l'Union européenne ! Les Patriotes | 589     | 0,94   |
| | Lutte ouvrière – contre le grand capital, le camp des travailleurs Lutte ouvrière | 577     | 0,92   |
| | Alliance jaune, la révolte par le vote Sans étiquette | 370     | 0,59   |
| | Les oubliés de l'Europe – artisans, commerçants, professions libérales et indépendants – ACPLI Coordination nationale des indépendants                                                                             | 243     | 0,39   |
| | Espéranto – langue commune équitable pour l'Europe Europe Démocratie Espéranto | 71      | 0,11   |
| | Décroissance 2019 Parti pour la décroissance | 57      | 0,09   |
| | Parti pirate Parti pirate | 34      | 0,05   |
| | Parti fédéraliste européen – Pour une Europe qui protège ses citoyens Parti fédéraliste européen | 12      | 0,02   |
| | Mouvement pour l'initiative citoyenne Mouvement pour l'initiative citoyenne | 11      | 0,02   |
| | Allons enfants Allons enfants, le parti de la jeunesse | 8       | 0,01   |
| | PACE – Parti des citoyens européens Parti des citoyens européens | 6       | 0,01   |
| | Une France royale au cœur de l'Europe Alliance royale | 3       | 0,00   |
| | Évolution citoyenne Sans étiquette | 3       | 0,00   |
| | La ligne claire Parti de l'in-nocence et Souveraineté, identité et libertés | 2       | 0,00   |
| | Union pour une Europe au service des peuples Union des démocrates musulmans français | 2       | 0,00   |
| | À voix égales Sans étiquette | 2       | 0,00   |
| | Parti révolutionnaire Communistes Parti révolutionnaire Communistes | 2       | 0,00   |
| | Liste de la reconquête Dissidence française | 1       | 0,01   |
| | Union démocratique pour la liberté, égalité, fraternité (UDLEF) Union démocratique pour la liberté, égalité, fraternité                                                                                            | 0       | 0,01   |
| | Démocratie représentative La révolution est en marche | 0       | 0,00   |
| | Neutre et actif Sans étiquette | 0       | 0,00   |
| | |         |        |
| Inscrits | Inscrits | 117 515 | 100,00 |
| Abstentions                                                                                                  | Abstentions | 50 772  | 43,20  |
| Votants | Votants | 66 743  | 56,80  |
| Blancs | Blancs | 1 935   | 2,90   |
| Nuls | Nuls | 1 821   | 2,73   |
| Exprimés | Exprimés | 62 987  | 94,37  |
| Source : Ministère de l'Intérieur - Ariège                                                                   | |         |        |

### Élections sénatoriales

#### Élections de 2020
Ces élections sénatoriales sont à nouveau remportées par le Parti socialiste mais avec une marge moins importante par rapport à 2014. En effet, le candidat de la République en marche remporte 26,31% des suffrages et se classe deuxième. Enfin, deux autres candidats arrivent à franchir la barre des 5%. Il s'agit de Marcel Lopez pour la France insoumise et de Richard Moretto pour le parti communiste français.
| Candidats                | Candidats                | Partis                   | Premier tour | Premier tour |
| Candidats                | Candidats                | Partis                   | Voix         | %            |
| ------------------------ | ------------------------ | ------------------------ | ------------ | ------------ |
|                          | Jean-Jacques Michau      | PS                       | 314          | 52,95        |
|                          | Jérôme Azéma             | LREM                     | 156          | 26,31        |
|                          | Marcel Lopez             | LFI                      | 40           | 6,75         |
|                          | Richard Moretto          | PCF                      | 32           | 5,40         |
|                          | Christian Lammens        | EÉLV                     | 24           | 4,05         |
|                          | Yves Villeneuve          | RN                       | 17           | 2,87         |
|                          | Marie-Noëlle Samarcq     | LR                       | 10           | 1,69         |
|                          |                          |                          |              |              |
| Votes valides            | Votes valides            | Votes valides            | 593          | 98,02        |
| Votes blancs             | Votes blancs             | Votes blancs             | 5            | 0,83         |
| Votes nuls               | Votes nuls               | Votes nuls               | 7            | 1,16         |
| Total                    | Total                    | Total                    | 605          | 100          |
| Abstention               | Abstention               | Abstention               | 19           | 3,04         |
| Inscrits / participation | Inscrits / participation | Inscrits / participation | 624          | 96,96        |

#### Élections de 2014
Lors des élections sénatoriales de 2014, c'est le candidat du Parti socialiste, Alain Duran qui est facilement élu avec plus de 61% des voix des grands électeurs. Il distance le candidat UMP de près de 300 voix. Le troisième et dernier candidat à franchir la barre des 5% lors de ces élections est Didier Calvet pour le Parti communiste français.
|             | Alain Duran        | PS          | 360 | 61,64  |  |  |
|             | Jean-Marc Salvaing | UMP         | 67  | 11,47  |  |  |
|             | Didier Calvet      | PCF         | 48  | 8,22   |  |  |
|             | Aimé Deléglise     | FN          | 29  | 4,97   |  |  |
|             | Denis Puech        | PG          | 29  | 4,97   |  |  |
|             | Bernadette Dedieu  | UDI         | 28  | 4,79   |  |  |
|             | Florence Cortès    | EELV        | 23  | 3,94   |  |  |
|             |                    |             |     |        |  |  |
| Inscrits    | Inscrits           | Inscrits    | 628 | 100,00 |  |  |
| Abstentions | Abstentions        | Abstentions | 12  | 1,91   |  |  |
| Votants     | Votants            | Votants     | 616 | 98,09  |  |  |
| Blancs      | Blancs             | Blancs      | 15  | 2,44   |  |  |
| Nuls        | Nuls               | Nuls        | 17  | 2,76   |  |  |
| Exprimés    | Exprimés           | Exprimés    | 584 | 94,81  |  |  |

### Élections cantonales puis départementales

#### Élections départementales de 2021
Lors des élections départementales de 2021, la droite perd un des deux derniers cantons qu'elle possédait, celui des Portes du Couserans. La gauche ressort renfoncée à la suite de ces élections et passe à deux doigts de réaliser un grand chelem.
| Président du Conseil départemental |       |       |      |                               |
| Christine Téqui (PS)               |       |       |      |                               |
| Parti                              | Sigle | Sigle | Élus | Groupes                       |
| Majorité (20 sièges)               |       |       |      |                               |
| Parti socialiste                   |       | PS    | 18   | Ariège notre avenir en commun |
| Divers gauche                      |       | DVG   | 2    | Ariège notre avenir en commun |
| Opposition (6 sièges)              |       |       |      |                               |
| Divers droite                      |       | DVD   | 2    | Ariège positive               |
| Divers gauche                      |       | DVG   | 2    | Un projet partagé             |
| Divers gauche                      |       | DVG   | 2    | Libres et solidaires          |

| Canton                  | Conseiller Sortant      | Parti | Parti | Conseiller élu         | Parti | Parti |
| ----------------------- | ----------------------- | ----- | ----- | ---------------------- | ----- | ----- |
| Arize-Lèze              | Raymond Berdou          |       | PS    | Raymond Berdou         |       | PS    |
| Arize-Lèze              | Lydia Blandinières      |       | PS    | Muriel Freyche         |       | PS    |
| Couserans Est           | Michel Icart            |       | DVG   | Olivier Raton          |       | PS    |
| Couserans Est           | Christine Téqui         |       | PS    | Christine Téqui        |       | PS    |
| Couserans Ouest         | Christine Gaston        |       | PS    | Nadine Nény            |       | DVG   |
| Couserans Ouest         | Henri Nayrou            |       | PS    | Jean-Noël Vigneau      |       | DVG   |
| Foix                    | Éric Donzé              |       | ESA   | Fabien Guichou         |       | PS    |
| Foix                    | Martine Doumenc-Caubère |       | ESA   | Véronique Rumeau       |       | PS    |
| Haute-Ariège            | Alain Naudy             |       | PS    | Nathalie Canal         |       | PS    |
| Haute-Ariège            | Karine Orus Dulac       |       | PS    | Alain Naudy            |       | PS    |
| Mirepoix                | Patrick Laffont         |       | PS    | Nicole Quillien        |       | PS    |
| Mirepoix                | Nicole Quillien         |       | PS    | Alain Toméo            |       | PS    |
| Pamiers-1               | Jacques Lafargue        |       | PS    | Jean-Christophe Cid    |       | PS    |
| Pamiers-1               | Marie-France Vilaplana  |       | PS    | Marie-France Vilaplana |       | PS    |
| Pamiers-2               | Monique Bordes          |       | PS    | Jérôme Blasquez        |       | PS    |
| Pamiers-2               | André Montané           |       | PS    | Monique Bordes         |       | PS    |
| Le Pays d'Olmes         | Jessica Miquel          |       | DVG   | Jessica Miquel         |       | DVG   |
| Le Pays d'Olmes         | Marc Sanchez            |       | DVG   | Marc Sanchez           |       | DVG   |
| Les Portes d'Ariège     | Géraldine Pons          |       | DVD   | Géraldine Pons         |       | DVD   |
| Les Portes d'Ariège     | Jean-Michel Soler       |       | DVD   | Jean-Michel Soler      |       | DVD   |
| Les Portes du Couserans | Alain Bari              |       | LR    | Nathalie Auriac        |       | PS    |
| Les Portes du Couserans | Magalie Bernère         |       | DVD   | Michel Pichan          |       | PS    |
| Le Sabarthès            | Benoît Alvarez          |       | DVG   | Joëlle Eychenne        |       | DVG   |
| Le Sabarthès            | Nadège Sutra-Denjean    |       | DVG   | Philippe Pujol         |       | DVG   |
| Le Val d'Ariège         | Martine Esteban         |       | PS    | Martine Esteban        |       | PS    |
| Le Val d'Ariège         | Jean-Paul Ferré         |       | PS    | Jean-Paul Ferré        |       | PS    |

#### Élections départementales de 2015
Ces élections départementales de 2015 sont les premières à intervenir après le redécoupage cantonal de 2014. À la suite de ce découpage, le département passe de 22 à 13 cantons et de 22 à 26 élus départementaux. À la suite de ces élections, la gauche reste à la tête du département. La droite quant à elle, détient seulement deux cantons Les Portes de L'Ariège et Les Portes du Couserans. Henri Nayrou est réélu à la présidence du département le 2 avril 2015,. Ce dernier démissionne de son poste de président du conseil départemental le 22 octobre 2019. Christine Téqui lui succède à la tête du département, par intérim à partir du 24 octobre, puis est élue le 8 novembre 2019.
| Canton                  | Conseiller sortant      | Parti           | Parti       | Conseiller élu          | Parti           | Parti           |
| ----------------------- | ----------------------- | --------------- | ----------- | ----------------------- | --------------- | --------------- |
| Arize-Lèze              | Canton créé             | Canton créé     | Canton créé | Raymond Berdou          |                 | PS              |
| Arize-Lèze              | Canton créé             | Canton créé     | Canton créé | Lydia Blandinières      |                 | PS              |
| Ax-les-Thermes          | Augustin Bonrepaux*     |                 | PS          | Canton supprimé         | Canton supprimé | Canton supprimé |
| La Bastide-de-Sérou     | André Rouch             |                 | PS          | Canton supprimé         | Canton supprimé | Canton supprimé |
| Les Cabannes            | Christian Loubet*       |                 | PS          | Canton supprimé         | Canton supprimé | Canton supprimé |
| Castillon-en-Couserans  | Robert Zonch*           |                 | PS          | Canton supprimé         | Canton supprimé | Canton supprimé |
| Couserans Est           | Canton créé             | Canton créé     | Canton créé | André Rouch             |                 | PS              |
| Couserans Est           | Canton créé             | Canton créé     | Canton créé | Christine Tequi         |                 | PS              |
| Couserans Ouest         | Canton créé             | Canton créé     | Canton créé | Christine Gaston        |                 | PS              |
| Couserans Ouest         | Canton créé             | Canton créé     | Canton créé | Henri Nayrou            |                 | PS              |
| Foix-Rural              | Benoît Alvarez          |                 | DVG         | Canton supprimé         | Canton supprimé | Canton supprimé |
| Foix-Ville              | Frédérique Massat       |                 | PS          | Canton supprimé         | Canton supprimé | Canton supprimé |
| Foix                    | Canton créé             | Canton créé     | Canton créé | Éric Donzé              |                 | PRG             |
| Foix                    | Canton créé             | Canton créé     | Canton créé | Martine Doumenc-Caubère |                 | DVG             |
| Le Fossat               | Jean-Luc Couret*        |                 | PS          | Canton supprimé         | Canton supprimé | Canton supprimé |
| Haute-Ariège            | Canton créé             | Canton créé     | Canton créé | Alain Naudy             |                 | PS              |
| Haute-Ariège            | Canton créé             | Canton créé     | Canton créé | Karine Orus Dulac       |                 | PS              |
| Lavelanet               | Pierre Saboy*           |                 | PS          | Canton supprimé         | Canton supprimé | Canton supprimé |
| Le Mas-d'Azil           | Raymond Berdou          |                 | PS          | Canton supprimé         | Canton supprimé | Canton supprimé |
| Massat                  | Pierre Auriac-Meilleur* |                 | UMP         | Canton supprimé         | Canton supprimé | Canton supprimé |
| Mirepoix                | Jean Cazanave*          |                 | PS          | Patrick Laffont         |                 | DVG             |
| Mirepoix                | Jean Cazanave*          | Nicole Quillien | PS          |                         | PS              |                 |
| Oust                    | Christine Téqui         |                 | PS          | Canton supprimé         | Canton supprimé | Canton supprimé |
| Pamiers-Est             | Joseph Astre*           |                 | PRG         | Canton supprimé         | Canton supprimé | Canton supprimé |
| Pamiers-Ouest           | Marie-France Vilaplana  |                 | PS          | Canton supprimé         | Canton supprimé | Canton supprimé |
| Pamiers-1               | Canton créé             | Canton créé     | Canton créé | Jacques Laffargue       |                 | DVG             |
| Pamiers-1               | Canton créé             | Canton créé     | Canton créé | Marie-France Vilaplana  |                 | PS              |
| Pamiers-2               | Canton créé             | Canton créé     | Canton créé | Monique Bordes          |                 | PS              |
| Pamiers-2               | Canton créé             | Canton créé     | Canton créé | André Montané           |                 | PS              |
| Pays d'Olmes            | Canton créé             | Canton créé     | Canton créé | Jessica Miquel          |                 | DVG             |
| Pays d'Olmes            | Canton créé             | Canton créé     | Canton créé | Marc Sanchez            |                 | DVG             |
| Les Portes d'Ariège     | Canton créé             | Canton créé     | Canton créé | Géraldine Pons          |                 | DVD             |
| Les Portes d'Ariège     | Canton créé             | Canton créé     | Canton créé | Jean-Michel Soler       |                 | DVD             |
| Les Portes du Couserans | Canton créé             | Canton créé     | Canton créé | Alain Bari              |                 | DVD             |
| Les Portes du Couserans | Canton créé             | Canton créé     | Canton créé | Magalie Bernère         |                 | DVG             |
| Quérigut                | Francis Magdalou*       |                 | PS          | Canton supprimé         | Canton supprimé | Canton supprimé |
| Sabarthès               | Canton créé             | Canton créé     | Canton créé | Benoît Alvarez          |                 | DVG             |
| Sabarthès               | Canton créé             | Canton créé     | Canton créé | Nadège Sutra-Denjean    |                 | DVG             |
| Sainte-Croix-Volvestre  | Alain Bari              |                 | UMP         | Canton supprimé         | Canton supprimé | Canton supprimé |
| Saint-Girons            | Henri Nayrou            |                 | PS          | Canton supprimé         | Canton supprimé | Canton supprimé |
| Saint-Lizier            | Raymond Coumes          |                 | PS          | Canton supprimé         | Canton supprimé | Canton supprimé |
| Saverdun                | Louis Marette*          |                 | UMP         | Canton supprimé         | Canton supprimé | Canton supprimé |
| Tarascon-sur-Ariège     | Alain Duran*            |                 | PS          | Canton supprimé         | Canton supprimé | Canton supprimé |
| Val d'Ariège            | Canton créé             | Canton créé     | Canton créé | Martine Esteban         |                 | PS              |
| Val d'Ariège            | Canton créé             | Canton créé     | Canton créé | Jean-Paul Ferré         |                 | PS              |
| Varilhes                | Roger Sicre*            |                 | PS          | Canton supprimé         | Canton supprimé | Canton supprimé |
| Vicdessos               | Bernard Piquemal*       |                 | PS          | Canton supprimé         | Canton supprimé | Canton supprimé |

* Conseillers généraux sortants ne se représentant pas
| Groupe | Groupe | Avril 2015 |
| ------ | ------ | ---------- |
|        | PS     | 14         |
|        | DVG    | 8          |
|        | PRG    | 1          |
|        | DVD    | 3          |